# Procoeria
Procoeria là một chi bướm đêm thuộc họ Erebidae.